# Otacilia foveata
Espèce
Synonymes
- Phrurolithus foveatus Song, 1990

Otacilia foveata est une espèce d'araignées aranéomorphes de la famille des Phrurolithidae.

## Distribution
Cette espèce est endémique de Chine. Elle se rencontre au Hunan et au Hubei.

## Description
Le mâle décrit par Hu et Zhang en 2011 mesure 3,01 mm et la femelle 3,01 mm.

## Publication originale
- Song, 1990 : On four new species of soil spiders (Arachnida: Araneae) from China. Journal of Hubei University, Natural Science Edition, vol. 12, p. 340-345.